# Peter Sarstedt
Peter Eardley Sarstedt (10. prosince 1941, Dillí - 8. ledna 2017) byl anglický zpěvák, populární koncem šedesátých let. Jeho styl spojoval autorské písničkářství s líbivým zvukem typickým pro pop music.

## Život
Narodil se v Indii, kde jeho rodiče působili jako koloniální úředníci. Měl pět sourozenců; starší bratr Eden Kane (vlastním jménem Richard Graham Sarstedt) i mladší bratr Clive Robin Sarstedt jsou úspěšní hudebníci. Sarstedtovi byli jedinou bratrskou trojicí, která se prosadila v britské hitparádě nezávisle na sobě, nikoli coby členové jedné skupiny jako Bee Gees.
Největším Sarstedtovým úspěchem byla píseň Where Do You Go To (My Lovely), jejímž byl autorem i interpretem. Téměř pětiminutová balada ve valčíkovém rytmu vypráví o prosté dívce z Neapole, která se díky svému půvabu stane světovou celebritou. V textu jsou zmíněny dobové popkulturní ikony jako Marlene Dietrichová, The Rolling Stones nebo Pablo Picasso. Skladba vedla v únoru a březnu 1969 UK Singles Chart, nejprodávanějším singlem se stala v dalších čtrnácti zemích, jen v USA příliš neuspěla (až sedmdesáté místo hitparády). Sarstedt za ni obdržel Ivor Novello Awards. Václav Neckář nazpíval tuto píseň s českým textem Zdeňka Rytíře jako Kdo vchází do tvých snů, má lásko. Další coververze vytvořili Right Said Fred nebo Björn Ulvaeus. Režisér Wes Anderson použil skladbu ve svém filmu Daarjeeling s ručením omezeným. Naproti tomu John Peel prohlásil, že je to nejhorší píseň, jakou v životě slyšel.
Manželkou Petera Sarstedta byla od roku 1978 Joanna Sarstedtová.

## Hity
- I Am a Cathedral
- Where Do You Go To (My Lovely)
- Frozen Orange Juice
- Take Off Your Clothes

## Dlouhohrající desky
- Peter Sarstedt (1969)
- As Though It Were a Movie (1969)
- Every Word You Say Is Written Down (1971)
- Another Day Passes By (1971)
- Worlds Apart Together (1973)
- Tall Tree (1975)
- P.S. (1979)
- Update (1982)
- Colors: Asia Minor (1986)
- Never Say Goodbye (1987)
- England's Lane (1997)
- On Song (2006)
- The Lost Album (2008)
- Restless Heart (2013)